# 方璇
方璇，中华人民共和国政治人物、全国脱贫攻坚先进个人。

## 生平
方璇任生前为桂东县青山乡副乡长。因在脱贫攻坚战中作出突出贡献，2021年2月25日全国脱贫攻坚总结表彰大会上，方璇被授予“全国脱贫攻坚先进个人”。